# Колпашевское городское поселение
Колпашевское городское поселение — муниципальное образование в Колпашевском районе Томской области Российской Федерации.
Административный центр — город Колпашево.

## История
Статус и границы городского поселения установлены Законом Томской области от 9 сентября 2004 года № 195-ОЗ О наделении статусом муниципального района, поселения (городского, сельского) и установлении границ муниципальных образований на территории Колпашевского района.

## Население
| 2010    | 2012    | 2013    | 2014    | 2015    | 2016    | 2017    |
| ------- | ------- | ------- | ------- | ------- | ------- | ------- |
| 32 001  | ↘31 188 | ↘30 747 | ↘30 512 | ↘30 409 | ↗30 464 | ↘30 362 |
| 2018    | 2019    | 2020    | 2021    |         |         |         |
| →30 362 | ↘30 344 | ↘29 926 | ↘27 067 |         |         |         |

## Состав городского поселения
| № | Населённый пункт | Тип населённого пункта        | Население |
| - | ---------------- | ----------------------------- | --------- |
| 1 | Волково          | деревня                       | ↘154      |
| 2 | Колпашево        | город, административный центр | ↘20 824   |
| 3 | Север            | деревня                       | ↘64       |
| 4 | Тогур            | село                          | ↘6025     |